# Basilique Sainte-Jeanne-d'Arc de Paris
Pour les articles homonymes, voir Basilique Sainte-Jeanne-d'Arc et Église Sainte-Jeanne-d'Arc.
La basilique Sainte-Jeanne-d'Arc est une église de culte catholique, mitoyenne de l'église Saint-Denys de la Chapelle, située 18 rue de la Chapelle au niveau du col de la Chapelle, dans le quartier de la Chapelle du 18e arrondissement de Paris. Elle dispose d'un accès sur la place de Torcy, à proximité de la rue de l'Évangile où est située la croix de l'Évangile.
Cette église porte le nom de « basilique » mais n'a jamais été élevée au rang de basilique mineure, comme les cinq autres basiliques mineures de Paris.

## Histoire

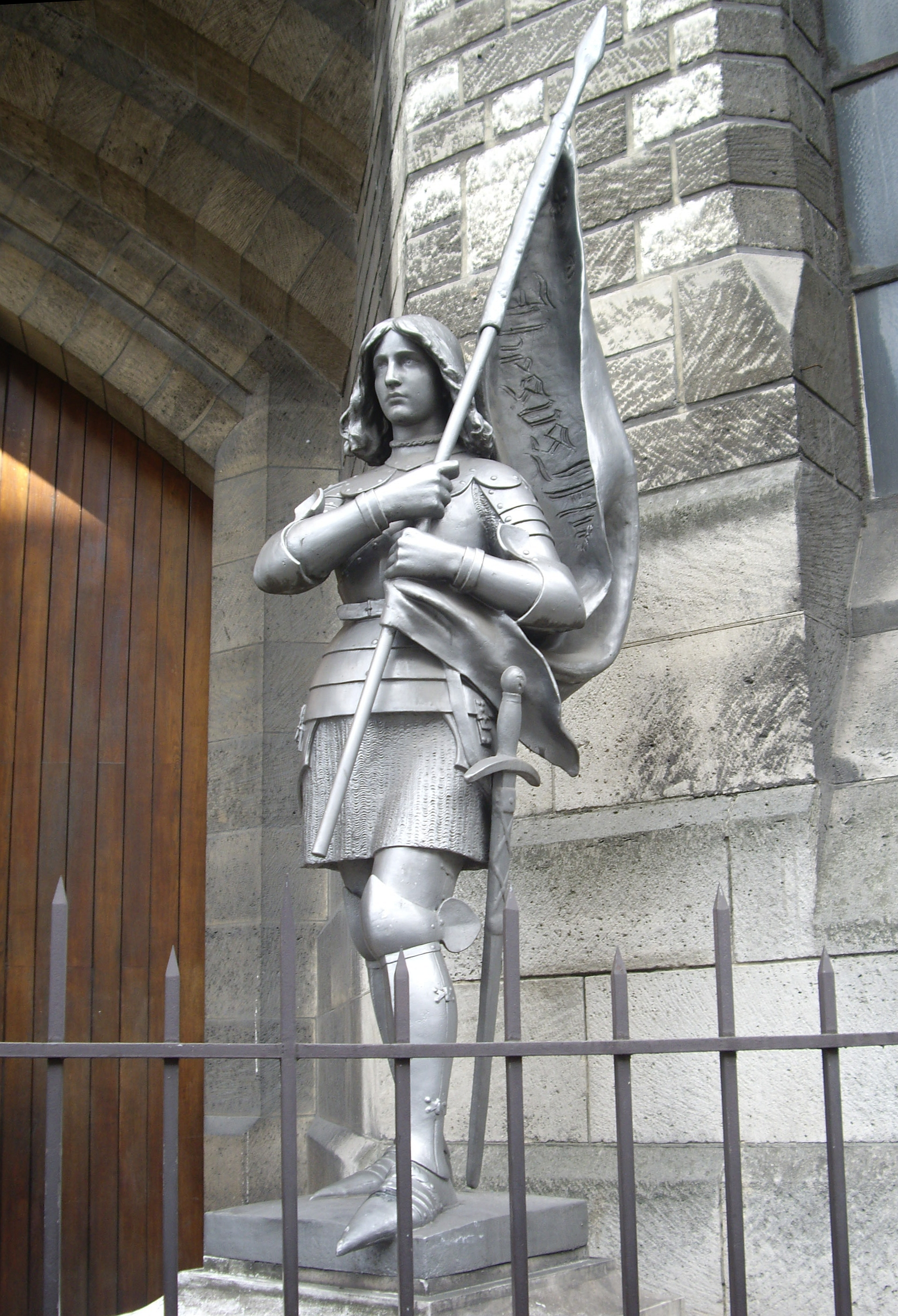
Statue de Jeanne d'Arc à l’étendard (1888) par Félix Charpentier (1858-1924) à l'entrée la basilique.

Le 6 septembre 1914, au début de la Première Guerre mondiale, l'abbé Margand prononce une homélie dans l'église Saint-Denys de la Chapelle, dans laquelle il propose de prendre l'engagement solennel d'élever une basilique dédiée à Jeanne d'Arc si Paris n'est pas touché par les armées allemandes. Le jour même, l'avancée allemande est stoppée : c'est le début de la bataille de la Marne. Le cardinal Amette, archevêque de Paris, prononce officiellement le vœu lors d'une grande cérémonie qui rassemble trente mille fidèles le 13 septembre 1914 sur le parvis de Notre-Dame. En 1919, le vœu est confirmé et plusieurs emplacements sont envisagés avant que, le 1er décembre 1922, l'abbé Georges Derroitte, curé de Saint-Denys de la Chapelle, demande au cardinal Dubois qu'elle soit érigée sur sa paroisse où Jeanne d'Arc se serait recueillie en 1429.
En 1926, un concours d'architecture est lancé par le diocèse de Paris pour la construction d'une église à la gloire de Jeanne d'Arc, aux côtés de l'église Saint-Denys de la Chapelle : 165 projets sont déposés. Celui d'Auguste Perret fait sensation : un clocher de 200 mètres de haut fait de béton armé et de vitrail. Il est cependant rapidement rejeté, et servira de base à la construction de l'église Saint-Joseph du Havre. Finalement, le projet de Georges Closson remporte le concours. 
La première pierre est posée et bénie par le cardinal Dubois le 7 juin 1929 et les travaux débutent en 1930. Dès le début du chantier, les travaux se heurtent à une difficulté imprévue qui est la présence de cavités souterraines. Aussi pour assurer une assise solide, 30 énormes piliers de 18 mètres de long doivent être mis en place en souterrain. Seules la façade (sans la grande arche) et la première des trois coupoles sont construites entre 1932 et 1935, soit à peine le premier tiers des travaux.
Néanmoins, le 12 mai 1935, le cardinal Verdier bénit la basilique et l'ouvre au culte. Mais les travaux s'interrompent alors pour ne reprendre qu'en mars 1955, car il fallut détruire et reconstruire l'école paroissiale située en arrière de l'église. En dépit d'une collecte lancée dans toute la France, le projet initial de Closson s'avère beaucoup trop onéreux et doit être revu à la baisse. La conception d'un nouveau projet est confiée à l'architecte Pierre Isnard, lequel reçoit un permis de construire le 22 décembre 1959. Ce n'est qu'en 1964 que la construction s'achève, année du cinquantenaire du vœu et de la victoire de la Marne. La basilique est consacrée par le cardinal Feltin le 10 mai 1964.

## Mobilier
Les vitraux de l'église sont réalisés par le peintre Léon Zack, tandis qu'un buste de Jeanne d'Arc est réalisé par Maxime Real del Sarte. La statue en pied de la Sainte (fonte de fer de la fonderie Denonvilliers), située à l'extérieur, est de Félix Charpentier.